# 마즈다크교
마즈다크교(페르시아어: آیین مزدک, 영어: Mazdakism)는 5세기말에서 6세기에 걸쳐 사산 왕조에서 발생한 마니교 계통의 종교이다. 당시의 주류였던 조로아스터교를 비판하고 금욕과 평등을 주장했지만, 사상의 급진성으로 인해 사산 왕조에게 종교 탄압을 당했다.

## 창시자
공산주의자의 성격을 가진 마즈다크(Mazdak, ? - 528)는 원래 조로아스터교의 승려였지만, 사실상 마니교의 영향을 받은 것으로 여겨진다.
스스로를 '신의 예언자(prophet of God)'라고 자칭한 마즈다크는 카바드 1세의 즉위와 함께 사회에 영향을 미쳤다. 카바드는 즉위 전 에프탈에 오랫동안 인질로 잡힌 상태여서 페르시아 국내에 정치적 지지기반이 약했었는데, 자신을 지지하는 새로운 세력으로 마즈다크와 그의 추종자들을 선택했기 때문이다.

## 교리
마즈다크교는 당시 주류 종교의 예식, 의례를 모조리 거부하고, 종교적 형식에 얽매이지 않았다. 마즈다크는 악(惡)으로부터 해방하는 것은 오로지 대우주의 법칙을 이성을 통해 통찰하고, 이것을 유지하는 일련의 상승 과정을 통해 이루어질 수 있다고 하였다. 그러나, 이러한 과정은 개인적인 의미에서 수련만으로 되는 것이 아니라 사회 모순의 적극적인 해소와 불평등과 차별을 철폐함으로써 단계적으로 성취될 수 있다고 주장했다. 마즈다크에 의하면, 본래 최고 원리의 자기 존재로서 초기 우주는 전민(全民)이 자연을 공평하게 향유할 수 있었는데, 악의 추동에 의한 일련의 하강 과정에서 빈부의 차가 생겨나고 강자에 의한 약자의 억압이 생겨났다고 한다. 즉, 빈부의 차와 불평등, 강자에 의한 약자의 억압은 우주적 하강의 결과이자 그 자체로서 악에 속하기에 이러한 체제를 적극적으로 타파해야 한다는 것이다.
한편, 마즈다크교는 공식적인 사제가 존재하지 않았다. 마즈다크는 대우주의 법칙을 통찰할 수 있는 자라면 누구나 지도적인 역할을 할 수 있다고 설파했고, 그러한 철인은 종교적 절차에 따른 사제만이 아니라, 군중으로부터도 나올 수 있다고 주장했다. 동시에 마즈다크교의 일원은 채식을 하였고, 속세의 모든 욕구를 차단하고 오로지 선의 상태에 잠기기 위해 금욕주의 생활 양식을 체화했다.
마즈다크교는 당시에 하층민과 노예의 해방 및 토지와 재산의 전면적인 공유를 주장했다는 점에서 사회 변혁에 관한 초기 공산주의 입장을 보였던 것으로도 잘 알려져 있다.

## 마즈다크의 죽음
집권 초기의 카바드 1세는 귀족의 정치 세력에 대항하기 위한 수단으로 마즈다크교를 활용하고 있었다. 그러나 마즈다크교는 사회 변혁을 진행하면서 더욱 급진적인 입장이 되었다. 마즈다크교의 빈민 운동가들은 점차 카바드의 의도를 넘는 사회 운동을 벌였다. 마즈다크는 카바드 1세가 백성으로부터 거둬들이는 세금의 양이 너무 많고, 그가 축적한 재산이 너무 많다고 지적하며, 그 재산을 빈민에게 분배해야 함을 설파했다. 이어서, 귀족 재산의 몰수를 통한 재산의 공유, 계급의 폐지를 골자로하는 공산주의적 사상을 펼쳤고, 이에 반대하는 자들에 대해선 ‘악의 무리’라고 공공연하게 비판했다. 이는 각지의 기득권층에 커다란 반발감을 심었다.
결국 카바드 1세는 마즈다크교를 박해하기로 결심한다. 그는 528년 마즈다크를 제거하기 위한 명목상의 ‘신학 논쟁’을 개최하였고, 이 신학 논쟁에서 마즈다크교는 이단으로 판결이 나, 3천명의 마즈다크교 신자는 다리를 마즈다크가 있는 곳으로 향한 상태에서 살아있는 채로 묻혀 '인간 정원'을 형성했다고 한다. 그럼에도 마즈다크교의 교리는 사산 왕조가 멸망하고 이슬람의 세력이 침범한 뒤에도 사라지지 않아, 780년경의 중앙아시아에서 발발한 반이슬람 반란의 이데올로기로 부활하기도 했다.

## 같이 보기
- 마니교
- 조로아스터교

## 참조
- Religions of Iran: Mazdakism
- Encyclopedia of Orient: Mazdakism 보관됨 2019-04-21 - 웨이백 머신
- History of Zoroastrianism: Mazdak